# Skjerstad

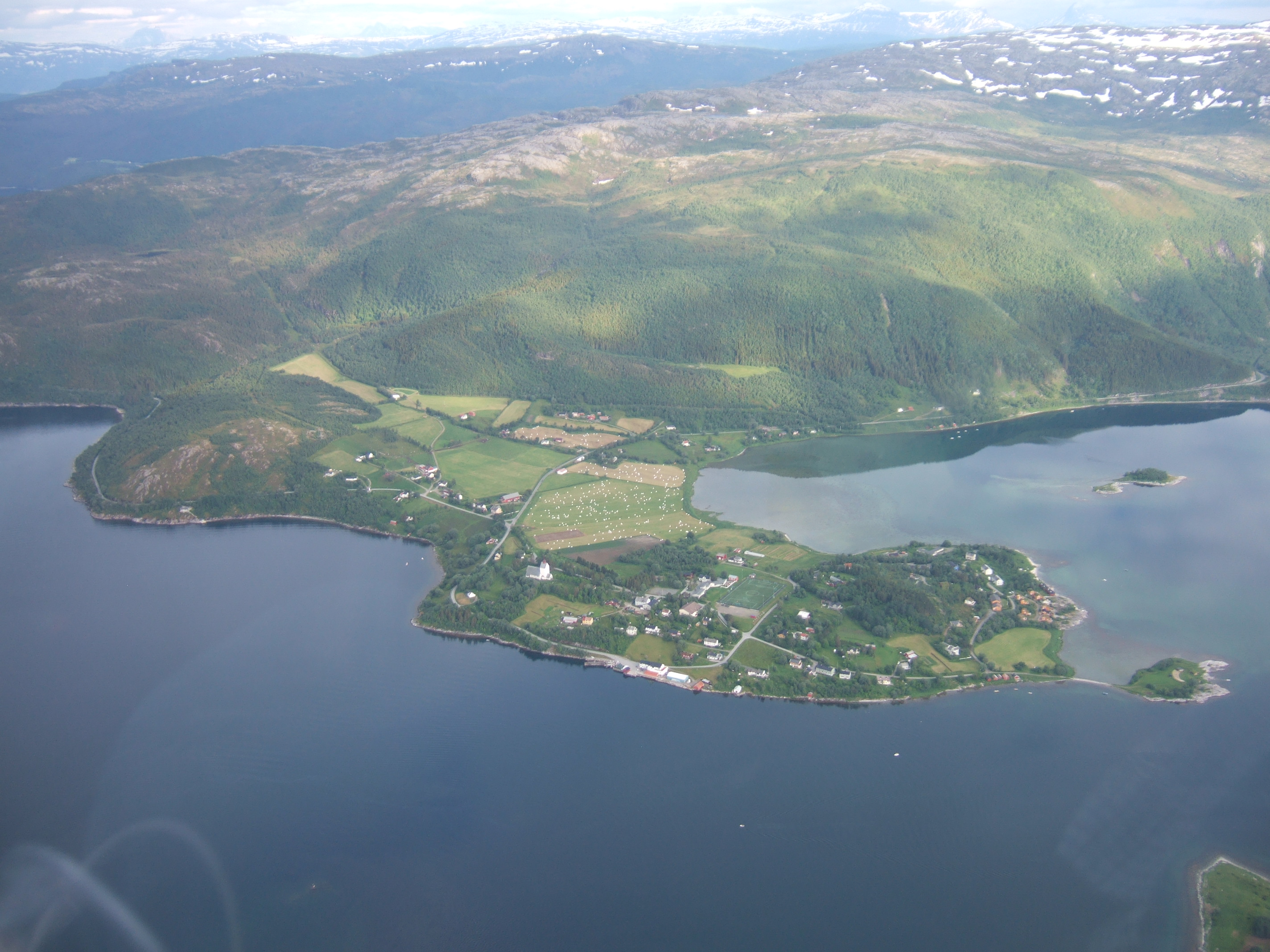
Skjerstad

Skjerstad war bis zum 31. Dezember 2004 eine norwegische Kommune in der Provinz Nordland.

## Geschichte
Skjerstad wurde 1837 gegründet und lag zunächst auf beiden Seiten des Skjerstadfjords. 1963 wurden die Gebiete auf der Nordseite an die Kommune Bodin übergeben, die später wiederum in Bodø eingegliedert wurde.
Nach einer Volksabstimmung 2004 wurde mit zwei Stimmen Mehrheit beschlossen, dass die Kommune mit der Kommune Bodø zusammengeführt wird. 

## Geographie
Die Landschaft in Skjerstad ist sehr bergig und für ihre Ziegenhaltung bekannt.
Die Kommune hatte 1.030 Einwohner und ihr Verwaltungssitz befand sich im Ort Misvær. 2016 lebten im Gebiet der ehemaligen Gemeinde 1075 Menschen. 
Koordinaten: 67° 14′ N, 15° 1′ O